# Гросгартау
Гросхартау (нім. Großharthau) — громада в Німеччині, розташована в землі Саксонія. Входить до складу району Бауцен. Центр об'єднання громад Гросгартау.
Площа — 37,27 км2. Населення становить 2832 ос. (станом на 31 грудня 2020).
Громада підрозділяється на 4 сільських округи. 

## Галерея

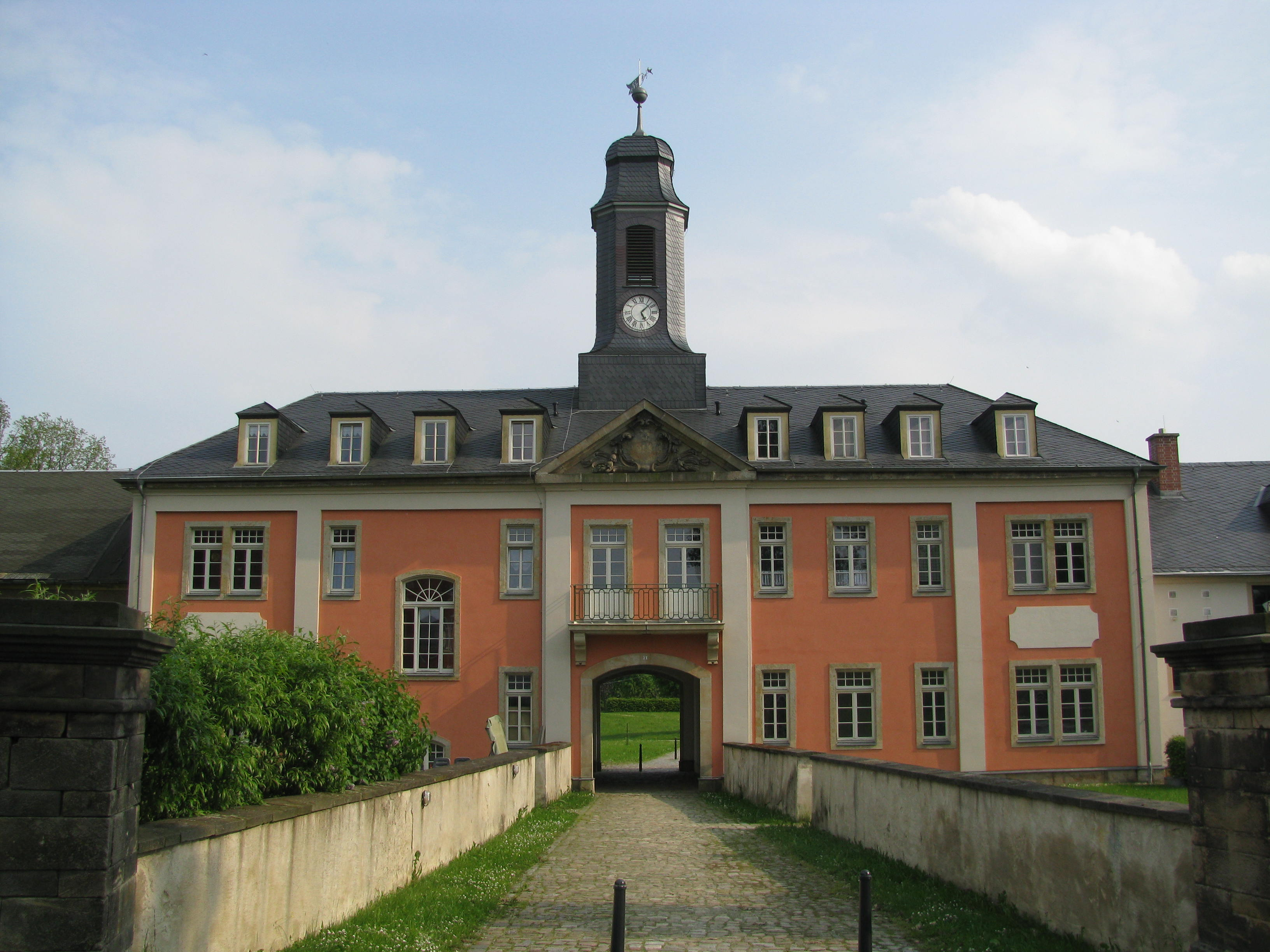
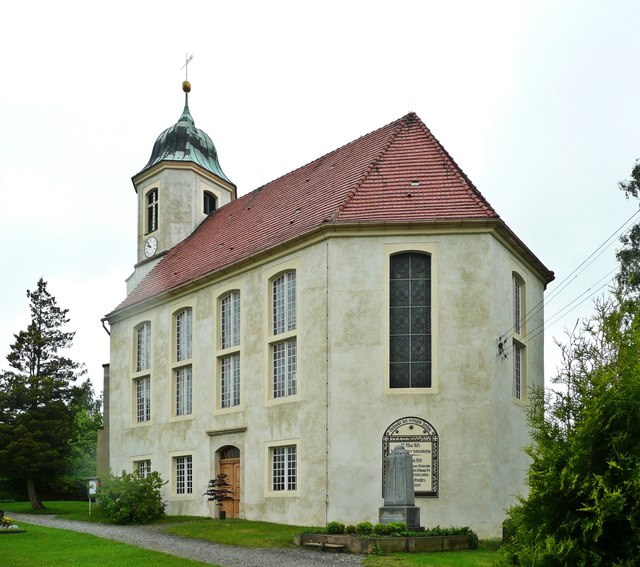